# Juan Azócar
Juan Carlos Azócar Segura (Maracay, 1º ottobre 1995) è un calciatore venezuelano, attaccante della Portuguesa FC.

## Carriera

### Club
Ha giocato nella massima serie dei campionati venezuelano ed armeno.

### Nazionale
Ha giocato nelle nazionali giovanili venezuelane Under-20 ed Under-21.